# Lunamatrona
Lunamatrona ist eine italienische Gemeinde (comune) mit 1597 Einwohnern (Stand 31. Dezember 2023) in der Provinz Medio Campidano auf Sardinien. Die Gemeinde liegt etwa 25,5 Kilometer nordöstlich von Villacidro und etwa 9 Kilometer nördlich von Sanluri.
Das Gigantengrab von Su cuaddu ’e Nixias (auch Su Quaddu de Nixias) liegt bei Lunamatrona.